# 알바틴 클럽 스타디움
알바틴 클럽 스타디움(아랍어: استاد نادي الباطن, 영어: Al-Batin Club Stadium)는 사우디아라비아 하파르알바틴에 위치한 다목적 경기장이다. 현재 주로 축구 경기장으로 이용되며 알바틴와 Al-Qaisumah의 홈구장으로 사용된다. 수용 인원은 6,000명이다.